# Jacques Sevin
(Pubblicato in "Thérèse de Lisieux", n.776, Marzo 1998, Traduzione dal francese di Egidio Ridolfo s.j.)
Jacques Sevin (Lilla, 7 dicembre 1882 – Boran-sur-Oise, 19 luglio 1951) è stato un gesuita francese.
È il cofondatore nel 1920, con Antoine-Louis Cornette e Edouard de Macedo, degli Scouts de France. Ha creato inoltre insieme al Conte Mario di Carpegna la Conferenza Internazionale Cattolica dello Scautismo.

## Biografia

### La giovinezza
Jacques Sevin nacque nella casa dei nonni materni a Lille. Lo stesso giorno fu battezzato nella parrocchia di Nostra Signora della Consolazione. Durante la sua infanzia visse tra Tourcoing, dove studiò presso il Libero Istituto del Sacro Cuore, e Dunkerque.
Si trasferì poi al Collegio della Provvidenza, di Amiens. Qui conobbe il suo maestro, padre Duvocelle, il quale applicava metodi pedagogici alquanto originali. Infatti la classe era stata divisa in due campi, con il nome di due fregate: l'Alerte e la Joyeuse; sulle pareti del collegio brillavano inoltre le armi di un ordine cavalleresco in cui si poteva diventare successivamente cavaliere, barone, conte, marchese o duca, ed infine Gran Maestro dell'Ordine. Nacque perciò in lui una certa passione per la marina e per la cavalleria che utilizzerà successivamente nello scautismo.
Dopo avere conseguito la maturità nel 1900, decise di iscriversi all'Università Cattolica di Lille, per conseguire una laurea in letteratura inglese.

### I Gesuiti
Il 3 settembre 1900, entrò con il consenso dei genitori nel noviziato della Compagnia di Gesù di San Acheul. Continuò poi il suo noviziato ad Arlon, in Belgio e dal settembre 1901 in Lussemburgo. Nel 1902 prese i voti e continuò i suoi studi presso lo studentato.
Nel frattempo in Inghilterra sorgeva lo scautismo. Il campo scout sperimentale di Robert Baden-Powell sull'isola di Brownsea ebbe luogo nel 1907.  Nel 1913 in Francia, a seguito di due articoli assai critici verso il movimento scout, Jacques Sevin ottenne il permesso di andare in Inghilterra per vedere di persona di che cosa si trattasse. Il 20 settembre 1913, a Rally nel Distretto Nord di Londra presso l'Alexandra Palace, egli incontrò per la prima volta Baden-Powell. In quel giorno nacque in lui la precisa volontà di fondare gli scout cattolici in Francia.

### Lo Scautismo
Nel 1914 scoppiò prima guerra mondiale ma Sevin non fu chiamato alle armi essendo stato esonerato dal servizio militare nel 1902. Durante tutta la guerra rimase in Belgio. Nel 1916 fu nominato primo professore al Collegio di Tuquet a Mouscron, città vicino al confine francese.
Otto giorni dopo il suo arrivo a Mouscron, i tedeschi chiusero il collegio e lo trasformarono in un ospedale militare. Padre Sevin dovette trovare una nuova occupazione e decise così di dedicarsi completamente allo scautismo.
Tra il 1917 e il 1919, scrisse il suo libro più importante Le scoutisme, étude documentaire et applications e, soprattutto, fondò il primo gruppo scout cattolico a Mouscron (1918). Con estrema calma e pazienza ma anche con decisione fece capire ed accettare che l'insegnamento dello scautismo, visto con sospetto in alcuni ambienti ecclesiastici del tempo, consisteva in verità in una approfondita visione cristiana dell'uomo.
Con la costituzione dell'associazione degli Scouts de France, nel luglio del 1920, egli riunì le esperienze di scautismo cattolico esisteva in Francia dal 1911 e fu l'architetto di un'alleanza tra lo scautismo di Baden-Powell e il Vangelo. Iniziò poi nel 1921 la pubblicazione del bollettino mensile Le Chef.
Compose numerosi canti scout, su melodie preesistenti. Alcuni di questi furono poi tradotti in italiano e costituiscono il nucleo più antico e più bello del repertorio scout. Tra di essi ricordiamo: Il canto della promessa, Il Canto dell'addio, La leggenda del fuoco, Preghiera della sera, Signor tra le tende schierati.
Sevin musicò anche una preghiera di Sant'Ignazio di Loyola, divenuta poi una celebre preghiera scout (in Italia, fu adottata come Preghiera della Guida dall'Associazione Guide Italiane):
Signore Gesù,
insegnaci ad essere generosi,
a servirti come lo meriti,
a dare senza contare,
a combattere senza pensiero delle ferite,
a lavorare senza cercare riposo,
a prodigarci senza aspettare altra ricompensa,
con la coscienza di fare la tua santa volontà.

## Altre attività
Nel 1944 fondò la Compagnia della Santa Croce di Gerusalemme, riconosciuta nel 1963 come congregazione religiosa femminile di diritto diocesano.

## Processo di canonizzazione
Padre Sevin è stato proposto per la beatificazione. Nel 1993 si è chiusa la fase diocesana del processo di beatificazione del Padre Sevin.
Il 10 maggio 2012 è stato promulgato il Decreto che lo dichiara Venerabile.

## Opere

### In francese
1. Le Scoutisme, étude documentaire et applications, 2º édition revue de 1930, Spes, Paris, Presses d'Ile de France, 1999
2. Méditations scoutes sur l'Evangile, tome I, Spes, Paris, 1923.
3. Méditations scoutes sur l'Evangile , tome II, Spes, Paris, 1932. réédition Presses d'Ile de France, 1996
4. Pour devenir Scout de France, tome I, 3º édition, Spes, Paris, 1931.
5. Pour penser scoutement, Spes, Paris, 1934.
6. Chamarande, Spes, Paris, 1934.
7. Les chansons des Scouts de France, Spes, Paris, 1936.
8. Positions sacerdotales, document dactylographié postérieur à 1933
9. Une flamme d'amour. (Recueil de poèmes et prières) Ed. Parole et Silence, 1999

### In lingua italiana
1. Il Vangelo dello Scout, Roma AVE, 1946